# A Dog's Way Home
A Dog's Way Home (conocida como Uno más de la familia en España y Mis huellas a casa en Hispanoamérica) es una película estadounidense familiar de drama dirigida por Charles Martin Smith y escrita por W. Bruce Cameron y Cathryn Michon, basada en el libro A Dog's Way Home de Cameron. La película está protagonizada por Ashley Judd, Edward James Olmos, Alexandra Shipp, Wes Studi, Chris Bauer, Barry Watson y Jonah Hauer-King, y sigue a un perro que viaja más de 400 millas para encontrar a su dueño. Fue estrenada el 11 de enero de 2019.

## Argumento
La historia es relatada en primera persona por un perra nacida bajo una casa abandonada en Denver, Colorado donde su madre y una gata crían juntas a sus camadas acompañadas de muchos otros gatos callejeros hasta el día en que un oficial de la perrera es sobornado por el dueño del terreno y captura a su madre y hermanos junto a toda la camada de gatos, la pequeña perra se salva solo porque "mamá gata", la oculta, amamanta y cría a partir de ese momento.
Un vecino llamado Lucas Ray y su novia Olivia, encuentran al cachorro en el sitio de construcción junto con muchos gatitos y mamá gata. Lucas la adopta, le pone por nombre Bella y la lleva a su casa para vivir con él y su madre, Terri Ray, veterana del Medio Oriente y trabajadora del hospital de veteranos local. Con los años, Lucas juega y cuida a Bella, quien lo adora como a nada en el mundo. Sin embargo, Lucas también continúa alimentando a los gatos en la vieja casa, poniéndose en la mira de Günter Beckenbauer, el dueño de lugar, quien tiene la intención de demoler la casa pero no puede ya que Lucas y Olivia han llamado al ayuntamiento explicando la presencia de los gatos que viven allí, lo que retrasa la demolición por motivos de protección animal. Vengativo, Günter denuncia a control de animales que Bella es una pitbull (a pesar de no parecerlo), ya que en Denver los pitbulls son ilegales. La encargada del canil municipal explica a Lucas que gracias a la inmerecida mala fama de estos perros, la ley de la ciudad usa la designación de pitbull como un tipo de acusación más que como la determinación de una raza, por ello, mientras un oficial de control de animales certifique que sí se trata de un pitbull, la acusación se tomará en serio indiferente a la raza o nivel de agresividad del perro. Esa noche, un prepotente oficial de control de animales llamado Chuck, a quien Günter había sobornado para capturar los animales bajo la casa e hizo certificar la denuncia contra Bella, advierte a Lucas que en cuanto la encuentre en la calle, se la llevará.
Lucas, Olivia y Terri se organizan para evitar dejar sola a Bella, enseñándole además a jugar "Ve a casa", un entrenamiento donde no importa el lugar donde esté, ella debe correr hasta llegar al interior de la casa cuando oiga esa frase, de forma que si ven a Chuck ella pueda huir antes que la atrape. Terri y Lucas, para no dejarla sola, comienzan a llevar a Bella en secreto al hospital de veteranos con ellos, ganándose en poco tiempo el cariño de los soldados que reciben terapia allí y ayudándolos a superar sus traumas.
Un día, cuando Bella sale a perseguir una ardilla, Chuck logra atraparla y la lleva al refugio de animales aprovechando que no obedeció cuando Lucas le ordenó ir a casa. Lucas paga una multa y le permiten llevársela, pero se le advierte que si es capturada nuevamente será sacrificada. Para evitarlo, deciden mudarse fuera del radio urbano, donde no es aplicable la ordenanza contra los pitbull y mientras logran encontrar una casa nueva deciden enviar a Bella a vivir con los tíos de Olivia en Farmington, Nuevo México. Lucas y Terri consiguen una nueva casa, pero Bella extraña a Lucas y malinterpreta un comentario del tío de Olivia al oírlo decir ir a casa, por lo que huye de Farmington y comienza un viaje de 400 millas, sin saber que Lucas la recogería ese día.
Durante el viaje, en una ciudad, Bella se hace amiga de un grupo de perros que le enseñan como conseguir comida, pero al ver que al llegar la noche todos regresan a su propia casa siente que hay "una correa invisible" que la ata a Lucas y le pide volver con él; posteriormente sigue su camino llegando a las montañas donde, tras ver como unos cazadores matan un puma hembra, adopta a su cría, a quien llama "Big Kitten". Bella comienza a robar comida de campistas y veraneantes para alimentar a Big Kitten; tras vivir meses juntas pasan muchas peripecias, incluso ser perseguidas por una manada de coyotes que tres hombres ahuyentan; ellos dan comida a Bella en su campamento y al saber que tiene dueño intentan contactar a Lucas, solo para asustarse y huir por la repentina llegada de Big Kitten.
Durante el invierno, Bella ayuda a un perro llamado Dutch a rescatar a su desagradable dueño, quien ha sido enterrado por una avalancha, el herido es encontrado por Gavin y su novio Taylor, dos esquiadores que lo auxilian y se llevan los perros asumiendo que ambos son mascotas del hombre, por lo que Big Kitten queda abandonada a su suerte. Gavin sueña con adoptarlos pero Taylor es consciente de que deberán devolverlos a su dueño cuando salga del hospital, aun así las semanas que Bella pasa con ellos tres las define como un hogar feliz solo perturbado por la preocupación de haber dejado sola a Big Kitten. Tiempo después, cuando intentan devolver a Dutch, el grosero dueño muestra desprecio por el perro rechazando recibirlo, así ambos deciden adoptarlos formalmente. Un día Bella comprende que aunque la correa invisible de Dutch ahora lo ata con la pareja, la suya aún le pide volver con Lucas y por mucho que los ame ese no es su hogar, así que retoma su viaje.
Eventualmente llega a un pueblo donde un veterano indigente llamado Axel la convierte en su mascota contra su voluntad, Bella reconoce en él los mismos indicios de trauma que vio en los pacientes del hospital, por lo que se queda a su lado un tiempo, sin embargo, cuando intenta volver a las montañas por Big Kitten y seguir su viaje, Axel la encadena para que no lo abandone. Con el paso de los meses Axel se retira de la ciudad y se aísla en un campamento a la orilla del río donde poco a poco enferma hasta que un día muere. Bella queda abandonada por días sin comida ni agua hasta que unos niños la encuentran y puede continuar viajando.
De vuelta en el bosque, Bella es atacada nuevamente por los coyotes, pero la rescata un enorme puma al que reconoce como Big Kitten, ahora una adulta. Bella, tal como en el pasado, viaja con ella hasta la entrada de Denver, donde el puma se despide dándole a entender que su hogar son las montañas y solo la acompañaba para cuidarla, por lo que debe seguir sola. Cuando llega a la carretera, Bella es atropellada intentando cruzar; a pesar de estar herida continúa hasta llegar a su antigua donde descubre que Lucas hace mucho que se ha mudado y la nueva propietaria llama a Control de animales para que la capturen, pero es ayudada a huir por Mamá gata, quien ha sido adoptada por la mujer.
Bella llega al hospital, donde finamente se reúne alegremente con Lucas, Terri y Olivia y descubre que tras ver su ejemplo han llevado perros para hacer terapia animal con los veteranos. Lucas se prepara para llevar a Bella al veterinario y tratar sus heridas, pero Chuck llega con varios oficiales de policía, incluido el capitán de policía Mica. Chuck exige confiscar a Bella, pero tanto los trabajadores y como los pacientes lo enfrentan, por ello amenaza con que Lucas y cualquier otro que interfiera será arrestado. El Capitán Mica, a su pesar, declara que la ley de la ciudad le da la razón, pero Lucas y Terri la defienden y explican que no hay razón para confiscar a Bella ya que el hospital de Veteranos es propiedad federal y técnicamente no es parte de Denver. El Capitán Mica le permite a Lucas quedarse con Bella ya que no tiene jurisdicción y, como también es veterano, decide olvidar el asunto. A pesar de ello Chuck se burla de Lucas y amenaza con que en cuanto salgan del hospital les quitará a Bella, lo que colma la paciencia del capitán, quien lo remueve de su puesto, harto de las quejas que constantemente recibe por su actitud prepotente, advirtiendo al resto de sus oficiales que tomará las mismas medidas con cualquiera que vuelva a acosar un perro.
Lucas y Olivia, actualmente casados, están felices de ver a Bella nuevamente y tras dos años de haberse separado de Lucas finalmente logran llevarla a su actual casa en Golden, donde permiten pitbulls. Bella esa noche razona como es que por fin estaba en casa y como el hogar es el lugar "donde necesitas estar", comprendiendo además que la correa invisible que sentía era su amor por Lucas. Finalmente se ve como tiempo después Big Kitten, lleva a su propia cría al lugar donde se despidió por última vez de Bella para mostrarle a lo lejos la ciudad donde ella vive.

## Reparto
- Bryce Dallas Howard como la voz de Bella.[2]
- Jonah Hauer-King[3] como Lucas Ray.
- Ashley Judd[3] como Terri.
- Edward James Olmos[3] como Axel.
- Alexandra Shipp[3] como Olivia.
- Shelby como Bella.
- John Cassini como Chuck.
- Wes Studi[4] como Capitán Mica.
- Brian Markinson como Günter Beckenbauer.
- Motell Gyn Foster como Taylor.
- Barry Watson como Gavin.[4]
- Tammy Gillis como Officer Leon.[5]

## Doblaje
| Personaje          | Actor original      | Actor de doblaje · México | Actor de doblaje · España |
| ------------------ | ------------------- | ------------------------- | ------------------------- |
| Bella              | Bryce Dallas Howard | Lupita Leal               | Laura Pastor              |
| Lucas Ray          | Jonah Hauer-King    | Edson Matus               | Miguel Ángel Garzón       |
| Terri              | Ashley Judd         | Elena Ramírez             | María Jesús Nieto         |
| Teo                | Patrick Gallagher   | Dafnis Fernández          | José Escobosa             |
| Mack               | Broadus Mattison    | Jorge Badillo             | Eugenio Roldán            |
| Axel               | Edward James Olmos  | José Luis Orozco          | Jorge García Insúa        |
| Olivia             | Alexandra Shipp     | Betzabé Jara              | Danai Querol              |
| Chuck              | John Cassini        | Rafael Pacheco            | Antonio Villar            |
| Drew               | Rolando Boyce       | César Garduza             | Txema Moscoso             |
| Capitán Mica       | Wes Studi           | Rubén Moya                | Rafael Azcárraga          |
| Günter Beckenbauer | Brian Markinson     | Óscar Gómez               | Antonio Esquivias         |
| Gavin              | Barry Watson        | Arturo Castañeda          | Abraham Aguilar           |
| Taylor             | Motell Gyn Foster   | Alejandro Orozco          | Antonio Fernández Muñoz   |

## Producción
El 7 de noviembre de 2017, Ashley Judd y Edward James Olmos fueron contratados en la película. El 24 de enero de 2018, Barry Watson se unió a la película para interpretar a Gavin.

## Estreno
La película fue estrenada el 11 de enero de 2019 por Sony Pictures.

### Promoción
El 12 de octubre de 2018, Sony lanzó un teaser tráiler de la película, el mismo día que Bad Times at the El Royale, Goosebumps 2: Haunted Halloween, y First Man fueron estrenadas en los cines.

## Recepción
A Dog's Way Home recibió reseñas mixtas a positivas de parte de la crítica y de la audiencia. En el sitio web especializado Rotten Tomatoes, la película posee una aprobación de 59%, basada en 80 reseñas, con una calificación de 5.4/10, y con un consenso crítico que dice: "A Dog's Way Home puede que no sea el mejor amigo de un fanático del drama animal para toda la familia, pero esta aventura canina no es menos reconfortante por su familiaridad." De parte de la audiencia tiene una aprobación de 71%, basada en 1424 votos, con una calificación de 3.9/5.
El sitio web Metacritic le dio a la película una puntuación de 50 de 100, basada en 14 reseñas, indicando "reseñas mixtas". Las audiencias encuestadas por CinemaScore le otorgaron a la película una "A-" en una escala de A+ a F, mientras que en el sitio IMDb los usuarios le asignaron una calificación de 6.7/10, sobre la base de 18 414 votos. En la página web FilmAffinity la cinta tiene una calificación de 5.8/10, basada en 1324 votos.

## Premios y reconocimientos
| Año  | Premio                 | Categoría                                          | Candidato        | Resultado |
| ---- | ---------------------- | -------------------------------------------------- | ---------------- | --------- |
| 2019 | Premios Golden Trailer | Mejor Animación o Afiche Familiar                  | A Dog's Way Home | Ganador   |
| 2019 | ReFrame Stamp          | Las 100 mejores producciones narrativas y animadas | A Dog's Way Home | Ganador   |